# Рэмзи, Фрэнк (баскетболист)
Фрэнк Вернон Рэмзи (англ. Frank Vernon Ramsey, Jr.; 13 июня 1931, Коридон, Кентукки, США — 8 июля 2018, Мадисонвилл, Кентукки) — американский профессиональный баскетболист и тренер. Семикратный чемпион НБА в составе «Бостон Селтикс». Чемпион NCAA в сезоне 1950/1951 годов в составе команды «Кентукки Уайлдкэтс».

## Кентуккийский университет
Рэмзи вырос в городе Мадисонвилл (штат Кентукки), где учился в одноимённой школе, после окончания которой поступил в Кентуккийский университет, где был универсальным игроком, он успешно играл в бейсбол и баскетбол. Играя под руководством легендарного тренера Адольфа Раппа Рэмзи, как студент-второкурсник, в 1951 году помог своей команде «Кентукки Уайлдкэтс» выиграть чемпионат NCAA, одолев в финале команду университета штата Канзас «Канзас Стэйт Уайлдкэтс» со счётом 68—58.
В 1952 году четырёх игроков «Кентукки Уайлдкэтс» обвинили в участии в договорных матчах. Из—за этого «Дикие коты» пропустили сезон 1952/1953 годов в турнире Национальной ассоциации студенческого спорта. Это было первое применение так называемой спортивной смертной казни.
Рэмзи, Хэган и Циропулос закончили обучение в университете в 1953 году и получили право участвовать в драфте НБА. Все были выбраны командой «Бостон Селтикс» (Рэмзи в 1-м раунде, Хэган в 3-м раунде и Циропулос в 7-м раунде). Все трое вернулись в Кентукки ещё на один сезон, несмотря на окончание учёбы. После окончания регулярного сезона (в котором Рэмзи набирал в среднем 19,6 очков за игру) с прекрасной статистикой 25-0 и 1-м местом в рейтинге газеты «Ассошиэйтед Пресс» «Кентукки Уайлдкэтс» было предложено участие в турнире NCAA, но команда отказалась играть в нём, потому что по правилам они должны были убрать из состава Рэмзи, Хэгана и Циропулоса.
По итогам своих выступлений в колледже Рэмзи набрал 1344 очка, что в то время, дало занять ему четвёртое место в истории школы, также он сделал 1038 подборов, этот результат был превзойдён только через 20 лет Дэном Исслом.

## Бостон Селтикс
После своего дебютного сезона в «Бостон Селтикс» (1954/1955), Рэмзи провёл один год в армии. После возвращения из армии он отыграл 8 сезонов в составе «Кельтов», в 7 из которых «Селтикс» становился чемпионом НБА (1957, 1959—1964). Фрэнк играл в великое время для «Бостона». В то время в его составе играли: Боб Коузи, Билл Шерман, Кей Си Джонс, Билл Расселл, Сэм Джонс, Том Хейнсон и Джон Хавличек. В 623 матчах, проведённых в НБА, Рэмзи набрал 8378 очков, в среднем 13,4 очка за игру. В 1982 году Фрэнк был включён в Зал славы баскетбола, а майки с № 23 были списаны с производства.
Лучший сезон для Рэмзи — 1957/1958 (в среднем за игру 16,5 очка и 7,3 подбора). Это был сезон, когда «Бостон» не выиграл турнир НБА, проиграв в финальной серии команде «Сент-Луис Хокс» со счётом 2—4.

## Карьера тренера
Фрэнк тренировал «Кентукки Колонелс», выступавший в АБА только один сезон (1970/1971). В то время в нём играли два великих игрока: Дэн Иссл и Луи Дампьер. Рэмзи был тренером «Кентукки» в 17 из 84 матчах. В 1971 году «Кентукки Колонелс» дошли до финала АБА, где встретились с победителем Западной конференции командой «Юта Старз». Финал закончился со счетом 4-3 в пользу «Юты». Тренером «Звёзд» в то время был бывший одноклубник Рэмзи Билл Шерман.

## Шестой игрок
Рэда Ауэрбаха считают создателем шестого игрока в НБА. Хотя Рэмзи был одним из лучших игроков «Бостон Селтикс», но он чувствовал себя более удобно, когда выходил со скамейки и Ауэрбах хотел, чтобы он был свежим игроком в составе в конце игры. Рэмзи был первым шестым игроком, который выиграл чемпионские перстни с «Селтикс». Кроме Фрэнка в «Бостоне» лучшими шестыми игроками являются: Пол Сайлас, Кевин Макхейл, Билл Уолтон и Джеймс Поузи.

## Личная жизнь
15 ноября 2006 года на дом Рэмзи в Мадинсовилле обрушился торнадо. Некоторые из его вещей были найдены в милях от дома, сам Фрэнк остался невредим.
С 2008 года Рэмзи являлся президентом банка в Диксоне, штат Кентукки.
Рэмзи умер в своем родном городе Мэдисонвилле, штат Кентукки, 8 июля 2018 года в возрасте 86 лет.

## Статистика

### Статистика в НБА
| Сезон                                                                                    | Команда | Регулярный сезон | Регулярный сезон | Регулярный сезон | Регулярный сезон | Регулярный сезон | Регулярный сезон | Регулярный сезон | Регулярный сезон | Регулярный сезон | Регулярный сезон | Регулярный сезон | Серия плей-офф | Серия плей-офф | Серия плей-офф | Серия плей-офф | Серия плей-офф | Серия плей-офф | Серия плей-офф | Серия плей-офф | Серия плей-офф | Серия плей-офф | Серия плей-офф |
| Сезон                                                                                    | Команда | GP               | GS               | MPG              | FG%              | 3P%              | FT%              | RPG              | APG              | SPG              | BPG              | PPG              | GP             | GS             | MPG            | FG%            | 3P%            | FT%            | RPG            | APG            | SPG            | BPG            | PPG            |
| ---------------------------------------------------------------------------------------- | ------- | ---------------- | ---------------- | ---------------- | ---------------- | ---------------- | ---------------- | ---------------- | ---------------- | ---------------- | ---------------- | ---------------- | -------------- | -------------- | -------------- | -------------- | -------------- | -------------- | -------------- | -------------- | -------------- | -------------- | -------------- |
| 1954/55                                                                                  | Бостон  | 64               |                  | 27,4             | 39,9             |                  | 75,5             | 6,3              | 2,9              |                  |                  | 11,2             | 7              |                | 22,0           | 51,9           |                | 73,1           | 5,0            | 2,3            |                |                | 10,7           |
| 1956/57                                                                                  | Бостон  | 35               |                  | 23,1             | 39,3             |                  | 79,1             | 5,1              | 1,9              |                  |                  | 11,9             | 10             |                | 22,9           | 46,3           |                | 78,0           | 4,3            | 1,7            |                |                | 12,2           |
| 1957/58                                                                                  | Бостон  | 69               |                  | 29,7             | 41,9             |                  | 81,1             | 7,3              | 2,4              |                  |                  | 16,5             | 11             |                | 32,0           | 42,5           |                | 91,5           | 8,2            | 1,5            |                |                | 18,4           |
| 1958/59                                                                                  | Бостон  | 72               |                  | 28,0             | 37,8             |                  | 78,2             | 6,8              | 2,0              |                  |                  | 15,4             | 11             |                | 27,5           | 49,5           |                | 80,2           | 6,2            | 1,8            |                |                | 23,2           |
| 1959/60                                                                                  | Бостон  | 73               |                  | 27,5             | 39,7             |                  | 78,7             | 6,9              | 1,9              |                  |                  | 15,3             | 13             |                | 35,3           | 41,3           |                | 87,3           | 7,7            | 2,1            |                |                | 16,7           |
| 1960/61                                                                                  | Бостон  | 79               |                  | 25,6             | 40,7             |                  | 83,3             | 5,5              | 1,8              |                  |                  | 15,1             | 10             |                | 30,0           | 40,4           |                | 81,3           | 6,4            | 2,3            |                |                | 17,1           |
| 1961/62                                                                                  | Бостон  | 79               |                  | 24,2             | 42,8             |                  | 82,5             | 4,9              | 1,4              |                  |                  | 15,3             | 13             |                | 16,2           | 37,5           |                | 91,1           | 2,9            | 0,8            |                |                | 9,2            |
| 1962/63                                                                                  | Бостон  | 77               |                  | 20,0             | 38,2             |                  | 81,6             | 3,7              | 1,2              |                  |                  | 10,9             | 13             |                | 19,3           | 35,6           |                | 72,3           | 2,7            | 0,9            |                |                | 8,3            |
| 1963/64                                                                                  | Бостон  | 75               |                  | 16,4             | 37,4             |                  | 84,1             | 3,0              | 1,1              |                  |                  | 8,6              | 10             |                | 13,8           | 34,9           |                | 85,7           | 2,1            | 1,0            |                |                | 6,2            |
|                                                                                          | Всего   | 623              |                  | 24,6             | 39,9             |                  | 80,4             | 5,5              | 1,8              |                  |                  | 13,4             | 98             |                | 24,4           | 42,4           |                | 82,6           | 5,0            | 1,5            |                |                | 13,6           |
| Наведите курсор мыши на аббревиатуры в заголовке таблицы, чтобы прочесть их расшифровку. |         |                  |                  |                  |                  |                  |                  |                  |                  |                  |                  |                  |                |                |                |                |                |                |                |                |                |                |                |